# Navarinói csata
A navarinói csata 1827. október 8-án  vagy 20-án  a Peloponnészosz-félsziget délnyugati részén található navarinói öbölben, az ókori Pülosz város közelében zajlott le az egyesített francia-brit-orosz tengeri erők és az egyiptomi-török-algíri-tuniszi flotta között, amit Ibrahim egyiptomi pasa vezetett, aki a török szultán oldalán harcolt. A szövetséges flotta döntő győzelme az 1829-ben függetlenné vált Görögország törökök elleni szabadságharcának meghatározó eseményévé vált.

### Előzmények
A görög függetlenségi mozgalom hajtóerejének számító Filiki Eteria titkos társaság 1821. március 28-án felkelést robbantott ki Moreában és az égei-tengeri szigeteken a török szultán ellen, aki Tepelenti Ali, janinai pasa elleni hadjáratával volt ugyanekkor elfoglalva. Ezért a felkelők Oroszország támogatására is számíthattak. Gyors görög sikerek után 1822-ben Epidavroszban ki is kiáltották a köztársaságot. A belső torzsalkodások – melyek oka elsősorban a görög földbirtokosok és hajómágnások önzése volt, mivel a törököktől visszafoglalt földekből a parasztok nem részesültek, s a helyi igazgatásban is a gazdagok töltötték be a vezető posztokat – miatt meggyengült felkelés ellen a török szultán az egyiptomi helytartóját, Mohamed Alit hívta segítségül. Mohamed Ali a fia, Ibrahim pasa vezetésével küldött tengeri és szárazföldi haderőt a görögök ellen. A korszerűen felszerelt egyiptomi sereg 1824-ben Krétán, majd 1825-ben a Peloponnészoszon szállt partra és szörnyű kegyetlenkedéseket végrehajtva 1827-ben Athént is visszafoglalta a szultánnak. A görög kormány Euboia szigetére szorult vissza. A görög szabadságharc támogatására Európa értelmiségi köreiben mozgalom indult – lásd. filhellénizmus – és a nagyhatalmak is beavatkoztak a tengeri kereskedelmet akadályozó és veszélyeztető görög szabadságharc lezárása érdekében. Békés megoldást ajánlva, Anglia, Franciaország és Oroszország a pétervári jegyzőkönyvben 1826. április 4-én, majd a londoni szerződésben 1827. június 24-én (vagy július 6-án) egy török fennhatóság alatt létrejövő görög autonómiát ajánlott a szultánnak, aki minden idegen beavatkozást mereven elutasított. A három szövetséges hatalom erre válaszolt a katonai akcióval, melyet diplomatái az 1812. évi bukaresti békének – melynek betartását a szultán az akkermani egyezmény aláírásával is megerősítette - a törökök részéről történt megsértésével indokoltak. (A szultán 1813-ban büntető expedíciót küldött a szerbek ellen, akiknek a béke önkormányzatot adott.)

### A csata lefolyása
A térségbe küldött szövetséges flotta, amely 24 hajóból állt, Codrington admirális vezetésével 1827. október 20-án találkozott a többszörös, számbeli túlerőben lévő egyiptomi-török flottával, amelyhez még néhány arab segédhajó is csatlakozott Tuniszból és Algírból. Az ütközet a vitorláshajókkal vívott nagy tengeri csaták végét is jelentette, s a nyugati flotta teljes győzelmével végződött. A keleti tengeri hadsereg 50 hajója semmisült meg, 10 hajója a nyugatiak fogságába került. A szövetséges flotta mindössze 272 embert vesztett, szemben a török és arab 4000 fős veszteségével.

### Következmények
Mohamed Ali a vereség hatására kivonta csapatait görög földről és szembefordult a török szultánnal. Megtámadta Szíriában a szultán erőit, s csak az Oroszország részéről jött segítség mentette meg II. Mahmud  török szultánt a vereségtől. De Szíria Mohamed Ali kezére került 1831-ben.
Oroszország a győztes tengeri csata utáni helyzetet kihasználva már 1828. április 26-án háborút indított az Oszmán Birodalom ellen. A hadjárat során az oroszok a Kaukázusban és a Balkánon is győzelmeket arattak, s 1829-ben már Isztambult fenyegették. A cár Anglia rosszallása és Ausztria tartózkodása mellett elfoglalta a dunai tartományokat. Az orosz-török háború az 1829. szeptember 14-én megkötött drinápolyi békével zárult, melyben Görögország elnyerte függetlenségét, Oroszország pedig megkapta majdnem a teljes Duna-torkolatot és Örményország bizonyos részeit. Szerbia önálló lett, Moldva és Havasalföld szintén autonóm állammá vált, de ezekben az országokban megmaradt az orosz katonai igazgatás. 
Görögország szuverenitását 1830-ban a londoni békében végérvényesen elismerték.